# Verisure

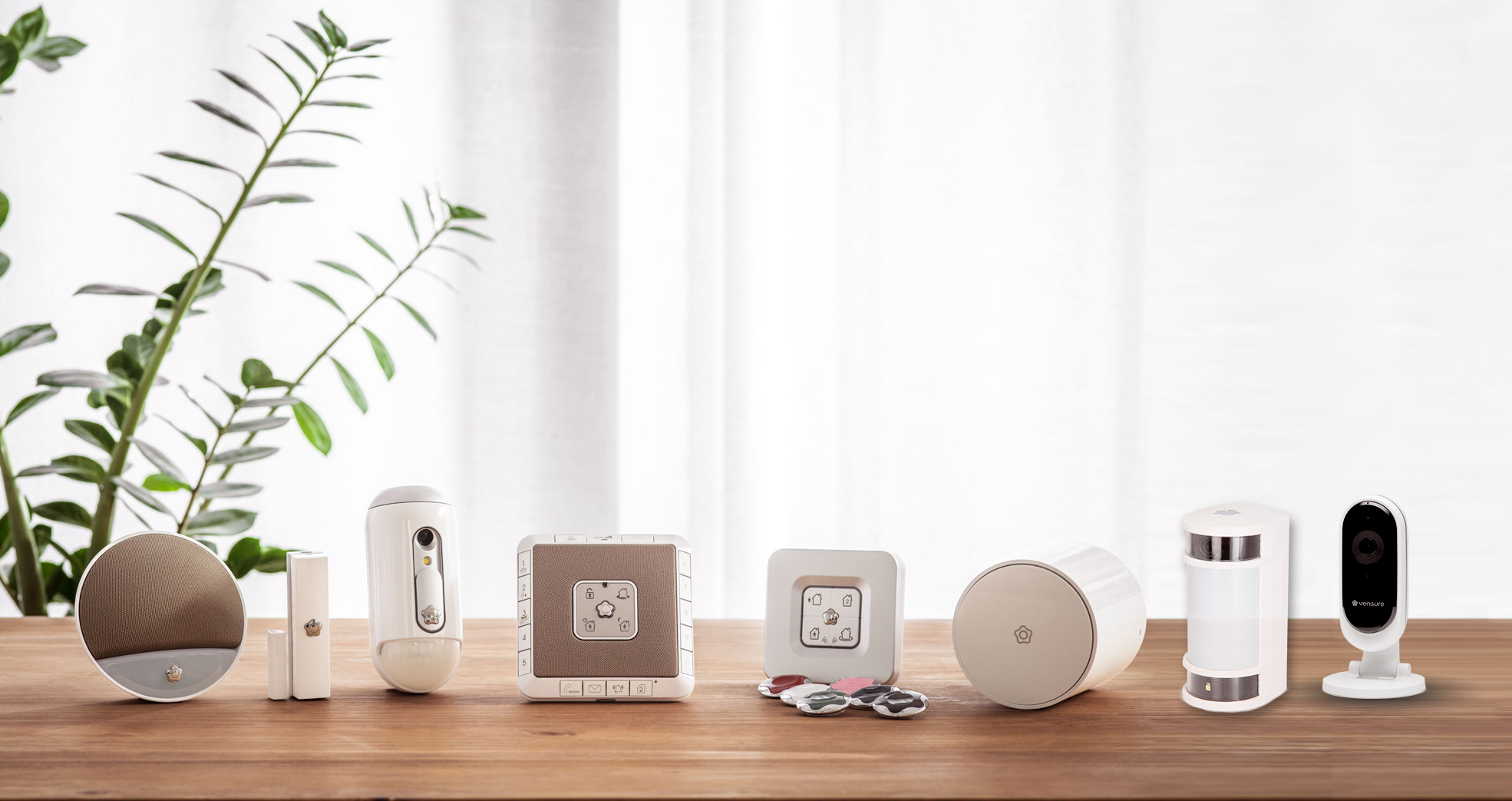
Productos comercializados.

Verisure, anteriormente conocida como Securitas Direct, es una empresa multinacional de seguridad privada con sede en Versoix, Suiza que en 2020 contaba con 4 millones de clientes en 13 países en Europa y  cuatro en América del Sur.

## Historia
Fue originalmente fundada Suecia en 1988 por el grupo Securitas. Comenzó a cotizar en la Bolsa de Estocolmo en 2006, pero tras la compra en 2008 la compañía por ESML Intressenter AB, fue retirado de la lista. Tras la venta, Securitas Direct cambió su nombre a la marca Verisure  para todos sus mercados, excepto en Portugal y España, en dónde su nombre permanece como Securitas Direct.
En 2011 la CE autoriza a ESML la venta de Securitas Direct a Bain Capital y Hellman & Friedman, accionista principal del grupo actualmente  En 2019 la Corporación Financiera Alba compra el 7,5% por 557 millones de euros.  A principios de la década de 2020, el grupo se expande impulsado por un mercado favorable.

## Verisure en otros países
Verisure opera en 17 países en Europa y de América del Sur: Suecia, Finlandia, Noruega, Dinamarca, Bélgica, España, Francia, Portugal, Alemania, Holanda, Chile, Italia, UK, Perú, Brasil, Argentina e Irlanda.

### Alemania
Verisure abrió su sede alemana en Ratingen  cerca de Düsseldorf, en noviembre de 2018.  Aquí también se encuentra la central receptora de alarmas y atención para clientes alemanes,  certificado en 2020 por VdS Schadenverhütung GmbH.  La empresa tiene sucursales en Hesse, Renania-Palatinado, Berlín,  Baden-Württemberg y en 2021 en Hamburgo .

### Bélgica
La creación de la filial belga es el resultado de la adquisición de Belgacom SA por Securitas Direct en 2001. 

### Brasil
La empresa se ha estado expandiendo en Brasil desde 2011.  En 2020 cuenta con 100.000 clientes y 700 empleados y se ha convertido en la empresa con mayor presencia de este sector en el país. 

### España
La filial española se creó en 1989.  Alrededor de 2.500 vendedores, muchos de ellos son simultáneamente técnicos, trabajaron para la empresa en 2018. Con este gran número hace que sea difícil que la filial los pueda controlar.  En 2019 contaba con 1,2 millones de clientes y es la mayor delegación del grupo. 

### Francia
La filial francesa tendrá 640.000 clientes en 2022, lo que la convertirá en la segunda mayor del grupo después de la filial española. Su sede se encuentra en Antony,  la empresa también tiene oficinas en Sainghin-en-Mélantois  y Angers.
La filial francesa ha tenido muchos nombres, desde SDF Sécurité en su creación hasta SDF,  siglas de Sécurité de France. La posible confusión con el acrónimo SDF, que significa personas sin hogar en francés, llevó a un cambio de nombre a Domen, luego Domen Sécurité,  Securitas Domen,  luego Securitas Direct y finalmente Verisure. Antes de utilizar plenamente el nombre Verisure, la filial francesa utilizó temporalmente el nombre "Verisure by Securitas Direct"  en 2011.
Se estableció una colaboración con Somfy, a través de su plataforma Tahoma Box, en abril de 2016.  donde incluían funcionalidades de domótica relacionadas con esta marca. Esta asociación terminó cuando Somfy creó su propia empresa de vigilancia. 

### Italia
La filial italiana se fundó en Roma en 2013, en el distrito Esposizione Universale Roma.

### Reino Unido
En 2018, fue la primera filial del grupo en comercializar su propio sistema de niebla opacificante que denominan ZeroVision. Se invirtieron 5 millones de libras en su desarrollarlo. Durante 2021-2022, la empresa se traslada al Quorum Business Park en North Tyneside.

## Críticas y controversias

### España
En 2013 un comercial fue sancionado por alentar a sus compañeros a fingir la existencia de robos en determinados territorios para captar más clientes. 
La filial española fue denunciada por Facua y sancionada por malas prácticas en su publicidad, utilizando el miedo a las personas mayores como estrategia comercial, por haber ocultado cláusulas abusivas en sus contratos y por la falta de eficacia de sus sistemas de gestión de alarmas. El diario satírico El Mundo Today publicó dos artículos ficticios sobre Verisure: uno afirmaba que Netflix lanzaba una película de terror basada en los anuncios de la compañía y el otro que la compañía estaba robando a personas que aún no se habían suscrito a su oferta.
El Sindicato de Trabajadores de Seguridad Privada (STSP) había recopilado en 2021 hasta 220 sentencias en apelación contra la empresa por la vía civil, en los que 172 habían fallado a favor del cliente.

### Francia
Durante 2015, 2016 y 2022 la prensa ha informó de varias huelgas dentro de la empresa. En marzo de 2015, un centenar de empleados se movilizaron en la sede de Châtenay-Malabry.  La CGT estuvo preocupada por el traslado de la sede a Lille. La CFDT local denuncia los salarios más bajos del sector, con poco más de 1500 euros y bonificaciones por objetivos "inalcanzables, a menos que trabajes horas imposibles".  La dirección indica revisar la remuneración que incita a los huelguistas a detener su movimiento, también tuvo que comprometerse a pagar los tres días de huelga, a no iniciar las negociaciones anuales obligatorias con un aumento inferior al 2% en la masa salarial y a no deslocalizarse.  En diciembre de 2015, algunos operadores de televigilancia se declararon en huelga en Sainghin-en-Mélantois.  Los empleados denunciaron los bajos salarios en vista de las condiciones laborales: "Trabajamos los siete días de la semana, incluidos los días festivos, pero no tenemos derecho a bonificaciones como los técnicos". También mencionan una presión constante: "Nos falta personal, lo que no nos deja un segundo de respiro".
En marzo de 2016, parte del personal, principalmente agentes encargados de CRA, se declararon en huelga.   Los huelguistas denunciaron los bajos salarios así como la presión de la dirección para obtener más productividad.  Las exigencias obligatorias de las negociaciones anuales no se cumplieron y los empleados y la dirección se culparon mutuamente.  Los empleados afectados lograron en 2018 un éxito parcial con la introducción gradual de un decimotercer mes para los no directivos y una prima de asistencia. 
En marzo de 2022 se inició una huelga espontánea sin la iniciativa de los sindicatos, con demandas de salarios más altos y mejores condiciones.  El movimiento fue detenido 12 días después sin que los huelguistas hubieran podido conseguir mejoras. 

### Italia
Durante el verano de 2019, el sindicato nacional de consumidores denuncia los anuncios de la marca.  Su presidente, Massimiliano Dona, señala que los precios con IVA incluido no están claramente indicados y que no siempre se menciona el precio de la suscripción.  La empresa respondió diciendo que en algunos casos no siempre se aplica el IVA y que se ofrece un presupuesto gratuito antes de la compra real. 

### Noruega
El lunes 17 de junio de 2019, la Autoridad Noruega de la Competencia informó a Verisure y Sector Alarm que debían 784 y 424 millones de coronas noruegas, respectivamente. Dicha autoridad cree que las empresas cooperaron para no vender alarmas domésticas entre sus clientes de 2011 a 2017, compartiendo los clientes noruegos. Se trató de la segunda multa más cuantiosa jamás impuesta por la Autoridad de Competencia de Noruega, apenas cuatro millones menos que la histórica multa que recibió Telenor en 2018 por violar las normas de competencia.
El 21 de junio del mismo año, Sector Alarm acordó pagar los 425 millones de coronas de la Autoridad Noruega de Competencia, indicando que no había colaborado con Verisure. Glenn Øivind Støldal comenta que no sabe qué pudo haber motivado a Sector Alarm para tomar tal decisión. Todavía afirma creer que no hubo ninguna cooperación ilegal entre las empresas.En julio, Øystein Foros, profesor de economía de la Norwegian School of Economics, indicó que el acuerdo entre las dos empresas va claramente en la dirección de reducir la competencia. Dice que cuando Verisure y sus socios comerciales incentivan no quitarle clientes a otros, impide la competencia en el mercado de alarmas. En noviembre del mismo año finalizó el plazo, Verisure se negó a pagar la multa.
El 25 de noviembre de 2020, la autoridad de competencia confirmó su decisión imponiendo una multa de 766 millones de coronas noruegas a Verisure y de 467,3 millones de coronas noruegas a Sector Alarm. La diferencia de importes se explica por la diferencia entre las ventas de ambas empresas.

### Países Bajos
Verisure Netherlands anuncia ampliamente sus servicios de seguridad en televisión e Internet en los Países Bajos. Sin embargo, la Fundación del Código de Publicidad ( Nederlandse Reclame Code ) les ha advertido repetidamente que sus métodos publicitarios podrían considerarse engañosos. Por ejemplo, dar a entender que un descuento del 40%  es exclusivo de un período limitado, crea una sensación de urgencia, mientras que una promoción similar suele comenzar poco después de que finalice el descuento, lo cual es engañoso. 
Verisure Holanda no cumple con los estándares de seguridad establecidos por las compañías de seguros del país, ya que carece de un certificado BORG. Algunos de sus empleados reconocieron este hecho tras los fallos en una instalación. A pesar de ello, Verisure intenta presentar una imagen diferente en sus respuestas a los clientes que han tenido una mala experiencia con la empresa. Destacan la certificación de su central receptora de alarmas, pero no cumple con los requisitos de las aseguradoras para la propia instalación de alarmas de seguridad en los Países Bajos, lo que no puede garantizar un correcto funcionamiento de los sistemas de seguridad.
En una sentencia de abril de 2015, la corte de distrito de Ámsterdam, Países Bajos, dictaminó que la venta a domicilio directamente a los consumidores, de sistemas de alarma y suscripciones a central de alarma y mantenimiento multianuales asociadas, una de las principales prácticas comerciales de Verisure (Securitas Direct), es ilegal para los consumidores. 